# 井上正域
井上 正域（いのうえ まさむら）は、下総国高岡藩の第9代藩主。
8代藩主・井上正瀧の長男として生まれる。天保12年（1841年）11月24日、父の隠居により家督を継いだ。12月16日には従五位下、山城守に叙位・任官する。のちに筑後守に遷任する。天保13年（1842年）4月、日光祭祀奉行に任じられた。
弘化3年（1846年）9月13日、父に先立って死去した。跡を弟で養子の正和が継いだ。

## 系譜
父母
- 井上正瀧（父）
- 香那 ー 大久保忠誠の娘（母）

正室
- 竹腰正定の娘

子女
- 井上正和 ー 実弟